# Volt Europa
|  | Aquest article tracta sobre el partit polític paneuropeu. Si cerqueu la unitat de la força electromotriu, vegeu «Volt». |

Volt Europa (o simplement Volt) és un moviment polític proeuropeu i federalista europeu. Els candidats de Volt van defensar un manifest comú i paneuropeu a vuit estats membre a les eleccions al Parlament europees de maig de 2019. L'organització segueix una «aproximació paneuropea» dins molts camps de política com el canvi climàtic, la migració, la desigualtat econòmica, els conflictes internacionals, el terrorisme i l'impacte de la revolució tecnològica en el mercat laboral. Durant les eleccions al Parlament Europeu de maig de 2019 el partit va guanyar un seient amb el 0,7% dels vots a Alemanya que va fer al cap de llista per Alemanya, Damian Boeselager, el seu primer Membre del Parlament Europeu.

## Història

Divisions estatals de Volt Europa. Les fronteres de la Unió Europea es mostren en vermell.

Volt Europa va ser fundat el 29 de març de 2017 per Andrea Venzon, juntament amb Colombe Cahen-Salvador i Damian Boeselager, el mateix dia que el Regne Unit va anunciar formalment la seva intenció de deixar la Unió Europea sota l'Article 50 del Tractat. Segons el trio, la fundació de Volt era una reacció al creixement del populisme en el món, així com al Brexit. El març de 2018 el primer partit subsidiari nacional va ser fundat a Hamburg, Alemanya. El Volt de llavors ençà ha establert equips locals en cada estat membre de la UE i està registrat com a partit legal en aquests països. La filial amb més membres és a Itàlia, el país d'Andrea Venzon.
El moviment afirma tenir 25.000 membres i seguidors en 30 països europeus.
Al voltant del 70% dels membres actuals no havien sigut políticament actius abans d'unir-se a Volt.

## Eleccions

### Eleccions al Parlament Europeu 2019
| Estat membre  | Cap de llista                                       | Resultat | Escons | Nota                                                         |
| ------------- | --------------------------------------------------- | -------- | ------ | ------------------------------------------------------------ |
| Alemanya      | Damian Freiherr von Boeselager, Marie-Isabelle Heiß | 0,67%    | 1      | –                                                            |
| Bèlgica       | Christophe Calis, Marcela Válková                   | 0,48     | 0      | Només va participat al col·legi electoral de parla holandesa |
| Bulgària      | Nastimir Ananiev                                    | 0,18%    | 0      | –                                                            |
| Espanya       | Bruno Sánchez-Andrade Nuño                          | 0,14%    | 0      | –                                                            |
| Luxemburg     | Rolf Tarrach Siegel                                 | 2,1%     | 0      | –                                                            |
| Països Baixos | Reinier van Lanschot                                | 1,93%    | 0      | –                                                            |
| Suècia        | Michael Holz                                        | 0,003%   | 0      | –                                                            |

### Eleccions al Parlament Europeu 2024
| Estat membre    | Cap de llista                                       | Vots      | Percentatge de vot | Escons | Primera posició en la llista compartida | Nota                                                                                       |
| --------------- | --------------------------------------------------- | --------- | ------------------ | ------ | --------------------------------------- | ------------------------------------------------------------------------------------------ |
| Alemanya        | Damian Boeselager, Nela Riehl                       | 1.023.161 | 2,57               | 3      | -                                       |                                                                                            |
| Bèlgica         | Sophie in 't Veld, Suzana Carp, André Florent Staes | 38.713    | 0,54               | = 0    | -                                       | Només va participat al col·legi electoral de parla holandesa                               |
| Bulgària        | Nastimir Ananiev                                    | 290.792   | 14,44              | = 0    | 10è                                     | Dins la llista de PP–DB                                                                    |
| Eslovàquia      | Lucia Kleštincová, Maroš Halama                     | 1.923     | 0,13               | = 0    | -                                       |                                                                                            |
| Espanya         | Clara Panella, Cristian Castrillón                  | 21.470    | 0,12               | = 0    | -                                       |                                                                                            |
| França          | Rayna Stamboliyska, Sven Franck                     | 63.482    | 0,26               | = 0    | 7è                                      | Dins la llista de Europe Territoires Écologie juntament amb PRG, RPS, MdP, MDC i CSDR      |
| Grècia          | Fotis Kapsalis, Nikolaos Xesfingis                  | 42.762    | 1,08               | = 0    | 20è                                     | Dins la llista de Kosmos                                                                   |
| Itàlia          | Marcello Saltarelli, Silvia Panini                  | 1.279.008 | 25,80              | = 0    | 12è                                     | Dins la llista de DemoS i PD                                                               |
| Luxemburg       | Aurélie Dap, Philippe Schannes                      | 14.348    | 1,04               | = 0    | -                                       |                                                                                            |
| Malta           | Matthias Iannis Portelli                            | 298       | 0,11               | = 0    | -                                       |                                                                                            |
| Països Baixos   | Reinier van Lanschot, Anna Strolenberg              | 319.238   | 5,13               | 2      | -                                       |                                                                                            |
| Portugal        | Duarte Costa, Rhia Lopes                            | 9.571     | 0,24               | = 0    | -                                       |                                                                                            |
| República Txeca | Adam Hanka, Barbora Hrubá                           | 9.955     | 0,33               | = 0    | 3r                                      | Dins la llista de SEN 21                                                                   |
| Suècia          | Michael Holz, Carri Ginter Wikström                 | 388       | 0,01               | = 0    | -                                       |                                                                                            |
| Xipre           | Andromache Sophocleous, Hulusi Kilim                | 10.777    | 2,92               | = 0    | -                                       |                                                                                            |
| Unió Europea    | Damian Boeselager, Sophie in 't Veld                | 3.125.886 |                    | 5      |                                         | A part dels candidats nacionals, el partit va presentar una llista transnacional simbòlica |

1. 1 2  Resultats del districte electoral nord-est.[44]